# Keeper of the Seven Keys – The Legacy
Keeper of the Seven Keys – The Legacy ist das elfte Studio-Album der Band Helloween. Es wurde 2005 von SPV veröffentlicht.

## Musikstil
Der Stil ist durchweg Heavy Metal, es sind allerdings durch die komplexen Arrangements Anleihen aus dem Progressive Metal zu finden.

## Bedeutung
Das Album stellt die Fortführung von Keeper of the Seven Keys Part 1 (1987) und Keeper of the Seven Keys Part 2 (1988) dar. Als die Band eine Fortsetzung ankündigte, löste die Nachricht Kontroversen unter Fans und Presse aus: Hauptaugenmerk der Skepsis war die Tatsache, dass sich die Bandbesetzung seit den ursprünglichen Alben massiv geändert hat. Vor allem das Fehlen des ursprünglichen Sängers Michael Kiske wurde als Kritikpunkt genannt.
Das Album war ein großer Erfolg für die Band (es erreichte Platz 28 der deutschen Album-Charts). Die Akzeptanz unter Fans und Kritikern fiel größtenteils positiv aus. Auf der folgenden hervorragend besuchten Welttour zeichneten Helloween ein Live-Album und eine Live-DVD auf, die 2007 veröffentlicht wurden.
Light the Universe ist das erste Duett in der Bandgeschichte. Gastsängerin ist Candice Night von Ritchie Blackmores Band Blackmore’s Night.

## Titelliste
CD 1:
1. King for a 1,000 Years (Helloween) – 13:54
2. The Invisible Man (Gerstner) – 7:17
3. Born on Judgement Day (Weikath) – 6:14
4. Pleasure Drone (Gerstner) – 4:08
5. Mrs. God (Deris) – 2:55
6. Silent Rain (Gerstner/Deris) – 4:21

CD 2:
1. Occasion Avenue (Deris) – 11:04
2. Light the Universe <featuring Candice Night> (Deris) – 5:00
3. Do You Know What You’re Fighting For? (Weikath) – 4:45
4. Come Alive (Deris) – 3:20
5. The Shade in the Shadow (Deris) – 3:24
6. Get It Up (Weikath) – 4:13
7. My Life for One More Day (Großkopf/Deris) – 6:51

### Singleauskopplungen
- Mrs. God
- Light the Universe

## Gastmusiker
- Gastsängerin bei Light the Universe: Candice Night
- Hintergrundgesang: Oliver Hartmann & Olaf Senkbeil
- Keyboards: Friedel Amon

## Produktion
- Design und Cover-Artwork: Martin Häusler
- Photographien: Mathias Bothor